# Samtgemeinde Esens
Die Samtgemeinde Esens ist neben Holtriem eine von zwei Samtgemeinden im niedersächsischen Landkreis Wittmund und eine von sechs Samtgemeinden in Ostfriesland. Ihren Sitz hat sie in der namensgebenden Stadt.
Historisch gehört die Samtgemeinde zum Harlingerland, das im Jahr 1600 durch den Berumer Vergleich zur Grafschaft Ostfriesland fiel. Seit 1885 gehört die Gegend zum Landkreis Wittmund.

## Geografie

### Lage und Ausdehnung
Die Samtgemeinde Esens liegt im Landkreis Wittmund im zentralen nördlichen Ostfriesland. Sie grenzt im Norden an die Nordsee.
Die nächstgelegene Großstadt ist Oldenburg, zirka 70 Kilometer in südöstlicher Richtung gelegen. Weitere benachbarte Ober- und Mittelzentren in der Umgebung sind Wilhelmshaven (etwa 36 Kilometer ostsüdöstlich), Aurich (zirka 22 Kilometer südsüdwestlich), Norden, (ungefähr 25 Kilometer westsüdwestlich) und Emden (rund 42 Kilometer südwestlich). Die Kreisstadt Wittmund liegt ungefähr 14 Kilometer entfernt in Richtung Südosten. Die Entfernung zwischen dem nördlichsten Ort Neuharlingersiel und dem südlichsten, Brill, beträgt rund 15 Kilometer, in Ost-West-Richtung beträgt die größte Entfernung etwas mehr als 16 Kilometer zwischen der Ortschaft Nord-Uppum und dem Gehöft Alt-Werdumer Grashaus.
Mit einer Fläche von 162,1 Quadratkilometern ist die Samtgemeinde nach Fläche die viertgrößte Kommune Ostfrieslands. Bei einer Einwohnerzahl von knapp 14.300 ergibt sich eine Dichte von 88 Einwohner/km², die nicht nur weit unter dem ostfriesischen Durchschnitt von 148 Einwohner/km² liegt, sondern auch unter dem niedersächsischen (167) und deutschen (229).

### Samtgemeindegliederung
Die Samtgemeinde Esens ist die einzige der sechs Samtgemeinden Ostfrieslands, in die auch eine Stadt inkorporiert ist, nämlich der namensgebende Hauptort Esens. Sie besteht aus sieben Mitgliedsgemeinden, die in der nachfolgenden Tabelle nach ihrer Einwohnerzahl absteigend sortiert sind. Mit knapp 7000 Einwohnern wohnt recht genau die Hälfte der Einwohner der Samtgemeinde im Hauptort.
| Mitgliedsgemeinde | Einwohner | Fläche (km²) | Zugehörige Ortsteile                                                             |
| ----------------- | --------- | ------------ | -------------------------------------------------------------------------------- |
| Esens (Stadt)     | 6928      | 21,68        | Bensersiel                                                                       |
| Holtgast          | 1777      | 24,00        | Damsum, Fulkum, Utgast                                                           |
| Stedesdorf        | 1654      | 27,95        | Mamburg, Osteraccum, Thunum                                                      |
| Neuharlingersiel  | 1128      | 24,55        | Altharlingersiel, Groß-Holum, Hartward, Ostbense                                 |
| Dunum             | 1114      | 26,83        | Brill                                                                            |
| Moorweg           | 907       | 18,65        | Altgaude, Kloster Schoo, Neugaude, Wagnersfehn, Westerschoo                      |
| Werdum            | 712       | 18,45        | Edenserloog, Gastriege, Groß Husum, Klein Husum, Anderwarfen, Wallum, Nordwerdum |
| Gesamt            | 14.220    | 162,11       | —                                                                                |

Die Stadt Esens und die Gemeinden Holtgast, Stedesdorf, Neuharlingersiel, Dunum, Moorweg und Werdum haben sich bei der Niedersächsischen Kommunalreform 1972 zur Samtgemeinde Esens zusammengeschlossen. Während sich die meisten Kleinstgemeinden in Ostfriesland Einheitsgemeinden bildeten, votierten die Genannten für die Bildung einer Samtgemeinde. Esens ist damit eine von seinerzeit acht, seit 2001 nur noch sechs Samtgemeinden in Ostfriesland.

### Nachbargemeinden
Die Samtgemeinde Esens grenzt im Norden an die Nordsee, der Küste sind die Inseln Langeoog im Westen und Spiekeroog im Osten vorgelagert. Auf dem Festland wird die Samtgemeinde von vier anderen Kommunen begrenzt, dies sind im Uhrzeigersinn (beginnend im Osten) die Kreisstadt Wittmund, die Stadt Aurich im gleichnamigen Landkreis, die Samtgemeinde Holtriem (Landkreis Wittmund) und schließlich die Gemeinde Dornum (Landkreis Aurich).

### Flächennutzung
| Nutzung                            | Fläche in ha |
| ---------------------------------- | ------------ |
| Gebäude- und Freifläche            | 991          |
| davon Wohnfläche                   | 578          |
| davon Gewerbe- und Industriefläche | 46           |
| Betriebsfläche                     | 47           |
| davon Abbauflächen                 | 31           |
| Erholungsfläche                    | 70           |
| davon Grünanlage                   | 24           |
| Verkehrsfläche                     | 632          |
| davon Straße, Weg, Platz           | 624          |
| Landwirtschaftsfläche              | 13.056       |
| davon Moor                         | 5            |
| Wasserfläche                       | 441          |
| Waldfläche                         | 800          |
| Flächen anderer Nutzung            | 174          |
| davon Friedhöfe                    | 4            |
| davon Unland                       | 26           |
| Gesamtfläche                       | 16.210       |

Die Flächennutzungstabelle macht den enorm hohen Anteil der Landwirtschaftsflächen an der Gesamtfläche deutlich. Mit etwa 80,5 Prozent übertrifft die Samtgemeinde Esens noch den ostfriesischen Durchschnitt von rund 75 Prozent, der seinerseits bereits deutlich über dem bundesrepublikanischen Durchschnitt von 52 Prozent liegt. Mit etwa 4,93 Prozent Waldanteil liegt Esens deutlich über dem ostfriesischen Durchschnitt von 2,6 Prozent. Allerdings ist Ostfriesland im deutschlandweiten Vergleich extrem unterdurchschnittlich bewaldet. Zwei kleinere Forstareale befinden sich in der Mitgliedsgemeinde Dunum, der weit überwiegende Teil allerdings in der Mitgliedsgemeinde Moorweg. Dabei handelt es sich um aufgeforstete ehemalige Heideflächen. Die Forste in der Samtgemeinde Esens sind neben jenen in der Samtgemeinde Hage die am nördlichsten gelegenen Ostfrieslands, sie befinden sich nur wenige Kilometer südlich der Deichlinie.

## Geschichte
Dieser Abschnitt behandelt die Geschichte der Samtgemeinde Esens. Die Historie der auf dem Gebiet der Samtgemeinde gelegenen gleichnamigen Stadt wird in dem Artikel Geschichte der Stadt Esens dargestellt.

### Ur- und Frühgeschichte
Die ältesten Belege für die Anwesenheit von Menschen auf dem Gebiet der heutigen Samtgemeinde wurden in Brill gefunden. Dort kamen Federmesser aus der letzten Stufe der Altsteinzeit zutage, die den nach ihnen benannten Gruppen zugeordnet werden.
In der Zeit zwischen 4500 und 3500 vor Christus gingen die Bewohner der Gegend zu einer sesshaften, bäuerlichen Lebensweise über. Hinweise darauf finden sich vor allem auf dem Gebiet der Gemarkung Brill. 2008 dort entdeckte Beil- und Flintfunde deutet der Archäologe Jan F. Kegler von der Ostfriesischen Landschaft als Hinweise auf eine ehemalige neolithische Siedlung. 1994 entdeckten Archäologen zudem einen jungsteinzeitlichen Gebäuderest in Brill. Ebenfalls neolithischen Ursprungs ist der Radbodsberg.
Aus der Bronzezeit liegen zahlreiche Funde vor, von denen die Frau von Brill der bedeutendste ist. Zudem untersuchte die Ostfriesische Landschaft eine Siedlungsgrube, mehrere Urnenbestattungen sowie Schmuck aus dieser Periode. Auf die darauf folgenden Eisenzeit datieren dagegen Kreisgräben sowie Knochenlager. Von großer Bedeutung war die Rettungsgrabung auf der Briller Gaste, die 1977 begann. Dabei wurden insgesamt 2237 Bodenverfärbungen eingemessen, die vierzehn Hausgrundrissen von Hallenhäusern der römischen Kaiserzeit zugeordnet werden. Damit wurde erstmals Ostfriesland eine Siedlung aus dieser Zeit „in größerem Umfange ergraben, die einen Vergleich mit den Marschsiedlungen und den benachbarten Geestsiedlungen im Ammerland erlaubt“. In dieser Zeitperiode verdrängten die Friesen nach und nach die zuvor ansässigen Chauken. Darauf deuten Funde friesischer Keramik am West- und Ostrand der Esenser Geestinsel hin.
Bedingt durch einen Anstieg des Meeresspiegels entstanden im 2. Jahrhundert die ersten Warften in der Region. Im 5. Jahrhundert kam es zu einem starken Rückgang der Besiedlung. Ursache dafür könnte ein weiterer Anstieg des Meeresspiegels und die dadurch bedingte Überflutung der Marsch und die Vernässung der Geest gewesen sein. Der Rückgang der Bevölkerung macht sich ausschließlich in fehlenden archäologischen Funden für das 5. und 6. Jahrhundert bemerkbar.

### Mittelalter

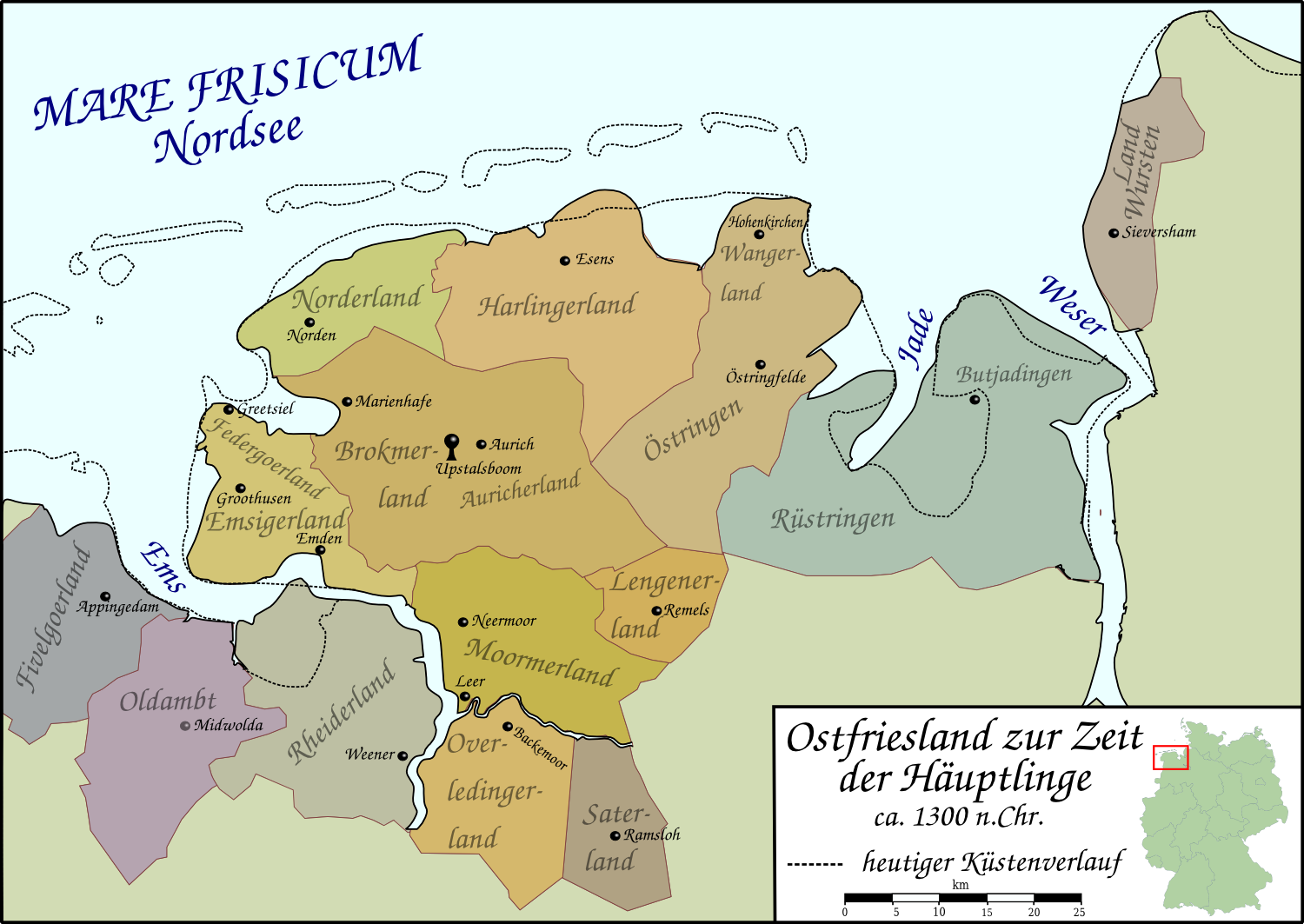
Ostfriesland mit dem Harlingerland zur Zeit der Häuptlinge

Nach diesem Siedlungsrückgang, der mit der Dünkirchen-II-Transgression erklärt wird, folgte ab dem 7. oder 8. Jahrhundert eine erneute stärkere Besiedlung. Dabei wurden sowohl aufgegebene Warften einer neuen Nutzung zugeführt als auch neue Siedlungen angelegt. In dieser Zeit ist wahrscheinlich auch die spätere Stadt Esens gegründet worden. Dort wurden im Jahr 2002 im Baugebiet „Unteres Jüchen“ frühmittelalterliche, bis zu 46 m lange Häuser mit einschiffigem Wohn- und dreischiffigem Stallteil sowie Keramik aus der Zeit vom frühen 7. bis zur Mitte des 8. Jahrhunderts freigelegt. Ähnliche Grundrisse traten in Holtgast zutage. Nach der Integration Ostfrieslands in das Fränkische Reich teilten die Karolinger das Gebiet der heutigen Samtgemeinde dem Nordedi oder Nordendi zu. Dieser teilte sich bis 1000 in die Gaue Diesmeri (um Wittmund) und Herloga (um Esens). Aus letztgenanntem entstand in den folgenden Jahrhunderten allmählich das Harlingerland.
Die Christianisierung begann im Bereich der heutigen Samtgemeinde wohl um das Jahr 850. Darauf deuten die Ergebnisse einer archäologischen Grabung um 1960 auf dem „Briller Gräberfeld“ im Umfeld des Radbodsbergs hin. Dort wurde ein Wandel der Begräbnissitten festgestellt. So änderte sich die Bestattungsrichtung von Nord-Süd nach West-Ost. Einer alten Überlieferung zufolge soll es in Dunum bereits im 9. Jahrhundert eine Holzkirche gegeben haben. Bei Grabungen konnte bisher jedoch nur ein hölzernes Gotteshaus nachgewiesen werden, das auf die Zeit um 1000 datiert wird. Die älteste erhaltene Kirche Ostfrieslands ist die um die Mitte des 12. Jahrhunderts errichtete St.-Aegidien-Kirche in Stedesdorf. Nach dem Bremer Dekanatsregister von 1420 war sie als Propsteikirche die Sendkirche des Harlingerlandes im nördlichen Erzbistums Bremen. Von Stedesdorf ausgehend entstanden die Kirchen von Buttforde, Burhafe, Dunum, Esens, Fulkum, Thunum und Werdum sowie die später in den Fluten versunkenen Gotteshäuser Oldendorf, Otzum und Werve. In dieser Periode entstanden zudem mehrere Klöster, von denen das erstmals 1235 erwähnte Kloster Marienkamp das bedeutendste war. Ihm unterstanden die ebenfalls auf dem Gebiet der heutigen Samtgemeinde gegründeten Klöster Pansath, Sconamora, Oldekloster sowie Margens. Mönche des Klosters Sconamora waren es wohl auch, die im 12. Jahrhundert das Bensersiel anlegten.
Zur Zeit der Friesischen Freiheit wurde die Region Teil des Harlingerlandes, dessen Bewohner den Consules oder Redjeven unterstanden, die von den Besitzenden gewählt wurden. Ihr zentraler Versammlungsort hat sich möglicherweise an dem kleinen Fluss The (heute Benser Tief) in der waldreichen Umgebung westlich von Esens befunden.
Nach 1327 verfiel dieser Verband der friesischen Freiheit und das Harlingerland wurde in die Herrschaften Wittmund, Esens sowie das 1137 erstmals genannte Stedesdorf aufgeteilt, von denen die beiden letztgenannten in etwa das heutige Gebiet der Samtgemeinde umfassten. Beherrscht wurden sie von Häuptlingen, von denen sich die von Stedesdorf nach und nach die Vorherrschaft im Harlingerland sicherten. Ihre Burg befand sich südlich der Kirche zu Stedesdorf. Sie verbanden sich mit den erstarkenden tom Brok, die seit der zweiten Hälfte des 14. Jahrhunderts versuchten, Ostfriesland unter ihrer Herrschaft zu einen. Zur Belohnung ernannte Keno II. tom Brok vor 1414 Wibet von Stedesdorf zunächst als einen von mehreren Vögten des Harlingerlandes. Wibet verlegte seinen Sitz daraufhin nach Esens, das damit zum Hauptort der Region wurde. In den Kämpfen um die Vorherrschaft in Ostfriesland wechselte Häuptling Wibet die Seiten, woraufhin die tom Brok 1426 Esens zerstören ließen. Nach dem Sturz des Häuptlingsgeschlechts aus dem Brokmerland stieg Wibet zum selbstständigen Häuptling des Harlingerlandes auf und ließ 1427/30 im Südosten des damals noch unbefestigten Marktfleckens Esens eine Wasserburg errichten. Als Focko Ukena versuchte, anstelle der tom Brok eine Landesherrschaft zu etablieren, schloss sich Wibet dem Freiheitsbund der Sieben Ostfrieslande unter der Führung der Cirksena aus Greetsiel an und wurde 1434 gemeinsam mit seinem Schwiegersohn Ulrich Cirksena, dem späteren Grafen von Ostfriesland, zum Häuptling des Harlingerlandes gewählt.

### Neuzeit bis 1744

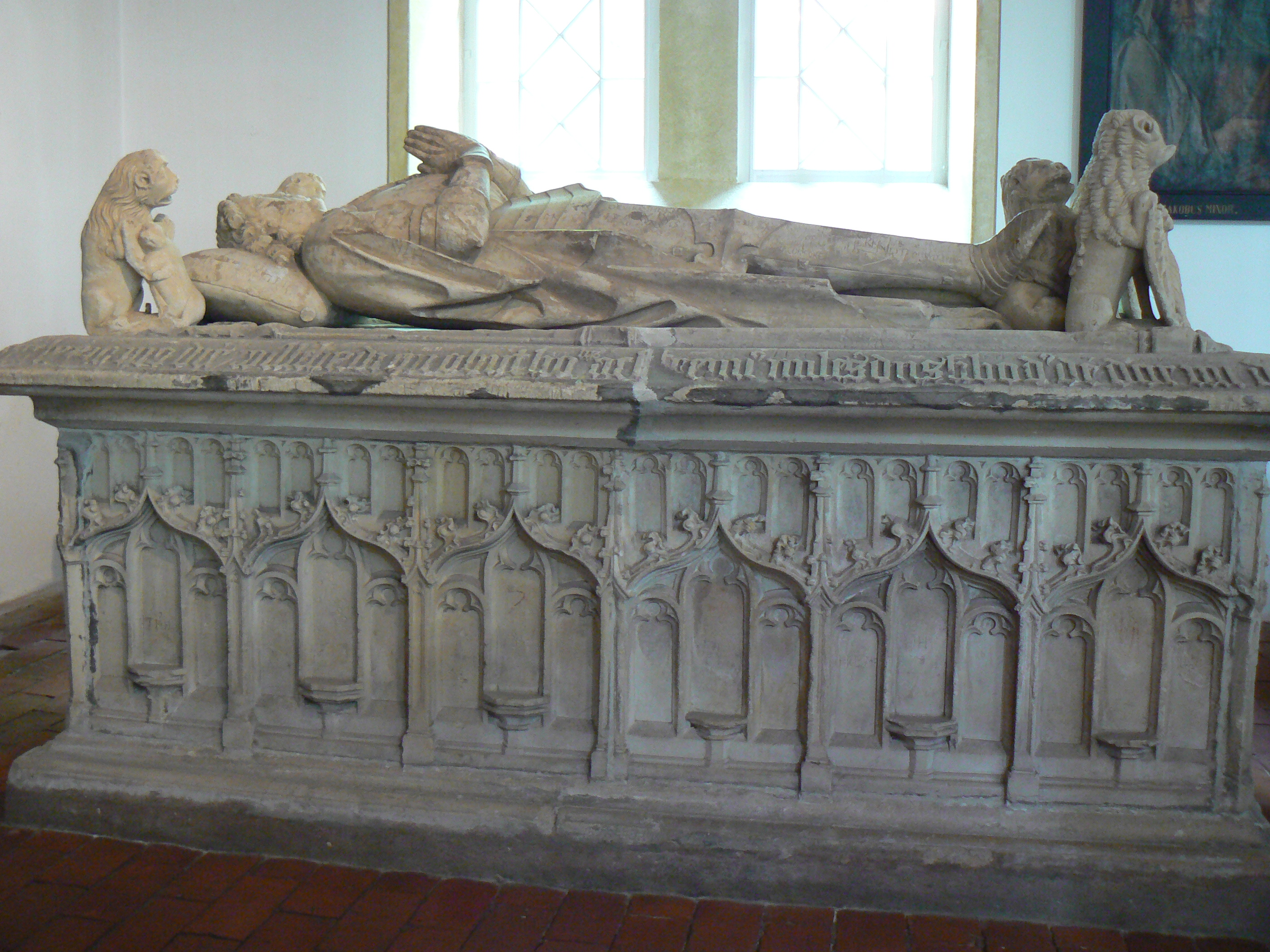
Sarkophag von Sibet Attena in der St.-Magnus-Kirche in Esens

Wibet zog sich 1440 aus Altersgründen von seiner Herrschaft zurück und übergab diese seinem Schwiegersohn. 1454 überließ Ulrich das Harlingerland dann seinem Neffen und treuem Gefolgsmann Sibet Attena. Unter seinem Sohn Hero Omken (1473–1522), der die Oberhoheit der Cirksena über das Harlingerland bestritt, wurde die Stadt Esens 1490 mit Wall, Graben und vier Toren befestigt. Mehrfach versuchten die Cirksena in der Folgezeit (1494, 1515, 1524 und 1525) ihren Herrschaftsansprüchen im Harlingerland mit der Belagerung der Hauptstadt zu unterstreichen. Dabei wurde das nahegelegene Holtgast mehrfach zerstört. 1524 griff Graf Edzard von Ostfriesland das Harlingerland an und zwang Balthasar, den Sohn Hero Omkens, sich ihm zu unterwerfen. Zudem sollte die Burg in Esens geschleift werden, was aber nicht geschah. Balthasar ließ die Befestigungen der Siedlung sogar noch ausbauen und verlieh ihr das Stadtrecht. Die Bewohner der umliegenden Dörfer, so beispielsweise aus Holtgast, waren verpflichtet, den Esenser Befestigungsgraben instand zu halten und im Winter zu enteisen. Als Balthasar sich nach dem für ihn demütigenden Frieden dem Herzog Karl von Geldern anschloss, kam es zur Geldrischen Fehde, bei der Graf Johann von Ostfriesland bei einem Vergeltungsfeldzug ins Harlingerland brandschatzend, raubend und mordend nach Esens zog und dabei die umliegenden Siedlungen verwüstete.
Balthasar war es auch, der 1538/39 die Reformation im gesamten Harlingerland einführte. Ihren Anfang hatte sie nach 1525 genommen, als Ricardo Hicco in Dunum begann, evangelisch zu predigen. Johann Visbeck aus Ditmarschen erhielt die erste evangelische Pfarrstelle in Esens. Ein Religionsgespräch zwischen Visbeck und dem katholischen Pastoren Plücker aus Wittmund führte zum Übertritt Plückers. Als Landesherrn gelang es Balthasar, im Gegensatz zu seinen ostfriesischen Nachbarn, die konfessionelle Richtung für die Bevölkerung der Region nach dem später im Augsburger Reichs- und Religionsfrieden festgelegten Rechtsprinzip Cuius regio, eius religio zu bestimmen. Visbeck und Plücker wurden mit der Aufsicht über die Pfarrstellen und mit Kirchenvisitationen betraut. Das Harlingerland wurde so lutherisch und ist bis heute die Region mit dem höchsten prozentualen Anteil von Lutheranern an der Gesamtbevölkerung.
Das Harlingerland blieb bis zum Tod Balthasars im Jahre 1540 unabhängig. Anschließend regierten die Grafen von Rietberg. Erst um 1600 wurde es nach dem Berumer Vergleich endgültig mit Ostfriesland vereint. Landstände, wie sie sich in Ostfriesland herausgebildet hatten und die 1611 im Osterhusischen Akkord ihre Rechte sichergestellt sahen, gab es im Harlingerland nicht. Stattdessen wurde in Esens eine fürstliche Kanzlei für die Verwaltung des Landstrichs als Amt Esens eingerichtet.
Während des Dreißigjährigen Krieges fanden in Ostfriesland keine militärischen Auseinandersetzungen zwischen den Hauptkriegsgegnern statt. Die Grafschaft selbst blieb in diesem europäischen Konflikt neutral. Allerdings nutzten Truppen der Kriegsgegner sie wiederholt als Ruheraum, wobei auch die Einwohner der Region um Esens durch Kontributionen und Einquartierung ausgebeutet wurden, so besonders durch Truppen des Ernst von Mansfeld, die Ostfriesland ab 1622 besetzten. Der machtlose Graf Enno III. floh daraufhin aus seiner Residenz Aurich nach Esens. Dort setzten ihn Truppen Mansfelds fest und erbeuteten 300.000 in Fässer abgepackte Reichstaler. In die Zeit des Dreißigjährigen Krieges fällt auch die Ansiedelung von Juden, die in Esens erstmals 1637 in Person des Magnus Phibelmans erwähnt werden.
Große Not verursachte auch die Petriflut vom 22. Februar 1651. Im Amt Esens zerstörte sie alle Deiche und überflutete weite Flächen. Noch Wochen später wurden in den Gräben und Kanälen der Region Opfer geborgen. Wenige Monate später verwüstet am 27. Juni eine weitere Sturmflut die Region abermals. Graf Enno Ludwig verpflichtete die Bewohner des Amtes daraufhin zur Wiederherstellung der zerstörten Deiche. Es folgt ein heißer Sommer, der den Boden gänzlich verdorrte. 1676 rücken Truppen des Bischofs von Münster in das Harlingerland ein. Die Stadt Esens konnte sich zwar verteidigen, die umliegenden Dörfer litten aber unter den Besatzern. Sie sollen ihnen so viel Geld abgepresst haben, dass „der Mangel an Bargeld noch lange zu spüren“ war.

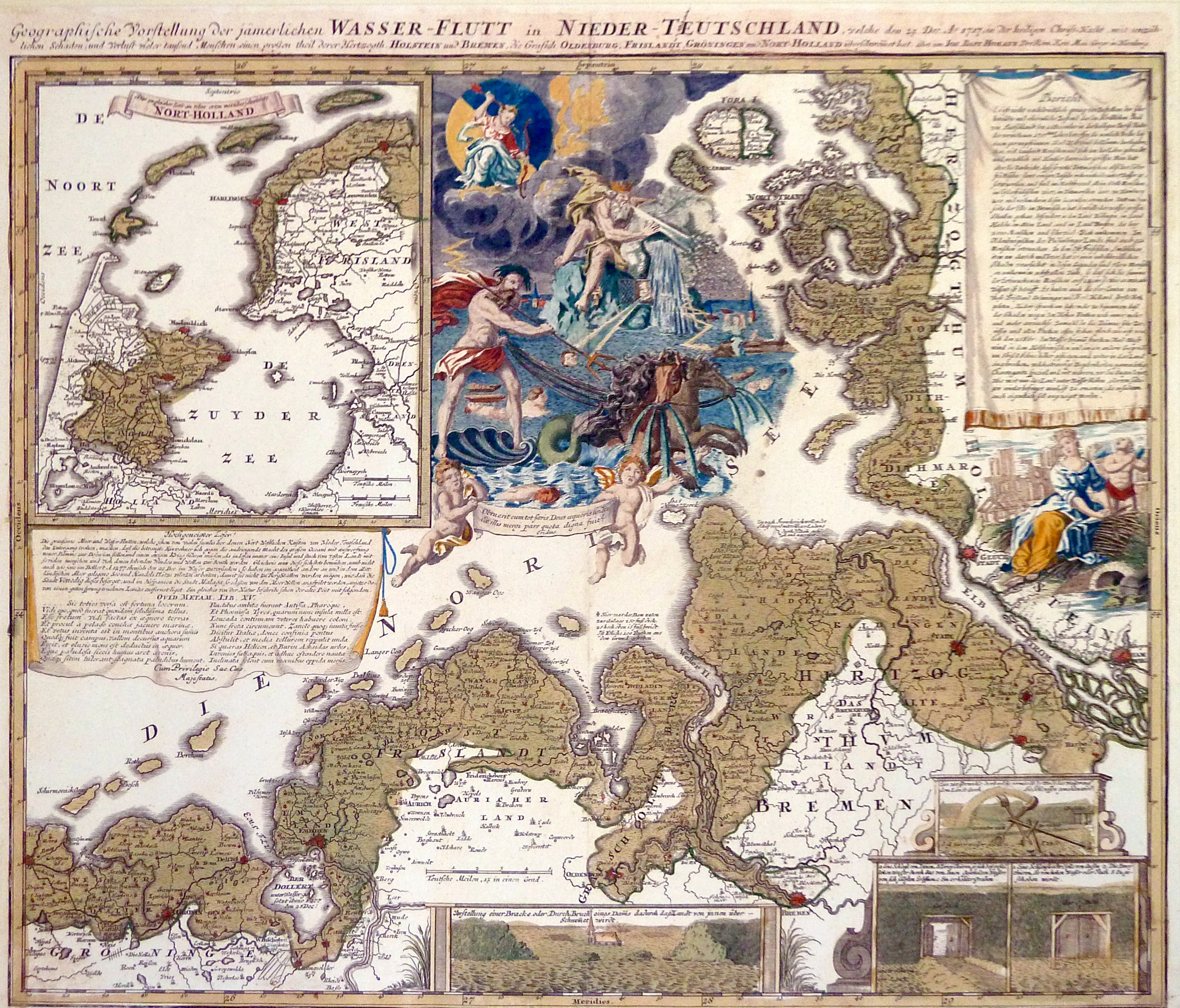
Kolorierte Kupferstichkarte von Homann, Nürnberg, um 1718 zur Weihnachtsflut von 1717

Auch von der Weihnachtsflut 1717 war die Gegend um Esens in starkem Maße betroffen. Abermals zerstörten die Wassermassen nahezu den gesamten Deichverband und verwüsteten die Gegend. Im Amt Esens fanden 842 Menschen den Tod. 231 Häuser wurden ein Raub der Fluten und weitere 422 beschädigt. Zudem ertranken 1574 Stück Rindvieh, 293 Schafe und 305 Schweine. Lediglich das hoch gelegene Esens erlitt kaum Schäden. Dort gab es aber auf dem Friedhof keinen Platz für die vielen Opfer, so dass die Bewohner nördlich des Stadtwalls den Drinkeldodenkarkhoff (= Friedhof der Ertrunkenen) anlegten, auf dem 213 während der Flut Umgekommene ihre letzte Ruhestätte fanden. Weitere Sturmfluten sorgen in den Folgejahren für Ernteausfälle.

### Wechselnde Herrschaften (1744–1866)

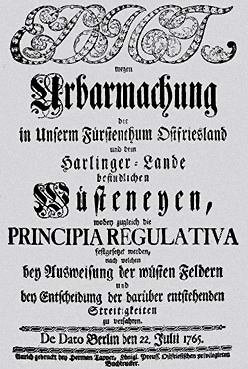
Das Urbarmachungsedikt von 1765

Am 25. Mai 1744 starb Carl Edzard, der letzte ostfriesische Fürst aus dem Hause Cirksena. Das Harlingerland fiel daraufhin mit Ostfriesland durch eine Exspektanz an Preußen und verlor damit seine besondere verfassungsrechtliche Stellung innerhalb der Grafschaft. Bei der Besitzergreifung hatten die Preußen in Ostfriesland keine Schwierigkeiten gehabt. Lediglich in Esens wurden die dementsprechenden Patente abgerissen. Bereits 1745 lösten die neuen Machthaber die Kanzlei und damit auch das Obergericht in Esens auf. 1748 verlegten sie auch die Münzstätte nach Aurich. Nach dem Erlass des Urbarmachungsediktes am 22. Juli 1765 setzte eine Kolonisierungswelle ein. So entstanden in Holtgast 25 neue Warfstellen und um 1800 begann an einem Moorweg die Besiedelung der heutigen, gleichnamigen Gliedgemeinde. Im März 1813 kam es in Esens zu einem offenen Tumult gegen die Machthaber: Bewohner aus den Nachbardörfern rotteten sich zusammen und fielen in die Stadt ein. Dort rissen sie die französischen Hoheitszeichen herunter, drangen in Wohnungen ein und vernichteten Steuerunterlagen. 300 Soldaten mussten die Ordnung wiederherstellen.
Nach dem Frieden von Tilsit fiel die Region 1806 zunächst gemeinsam mit dem Jeverland als 11. Department mit dem Namen Oost-Friesland an das Königreich Holland und 1811 schließlich als Département Ems-Oriental (Osterems) unmittelbar an das französische Kaiserreich. Esens wurde zum Sitz eines Kantons, der wiederum auf unterster französische Verwaltungseinheit in mehrere Mairien gegliedert war. So war beispielsweise Holtgast Teil der Mairie Ochtersum.
Nach den Napoleonischen Kriegen wurde die Region nach einem kurzen preußischen Intermezzo (1813–1815) mit dem gesamten Ostfriesland dem Königreich Hannover zugeschlagen. Die selbstständige Stadt Esens bildete fortan mit den umliegenden Dörfern ein Amt innerhalb der Landdrostei Aurich. In hannoverscher Zeit wurden die Gemeinschaftsweiden aufgeteilt. Das führte zu einer erheblichen Änderung des Landschaftsbildes, denn mit der Zuteilung neuer Ländereien war die Pflicht verbunden, den neuen Besitz innerhalb eines Zeitraumes von etwa drei Jahren einzufrieden. Dies geschah je „nach Beschaffenheit des Bodens in den Moor- und Marschgebieten durch Gräben und auf der Geest durch mit Buschwerk oder Bäumen bepflanzte Wälle“. So entstand die für weite Teile Ostfrieslands typische Wallheckenlandschaft.
Am Amtssitz Esens konzentrierten sich die Ereignisse der Revolution von 1848/49. Auf dem Marktplatz gab es 1849 eine große Kundgebung. Dabei bekannte sich der Rektor Carl Gittermann zur Frankfurter Nationalversammlung und warf den Fürsten vor, sie hätten das Versprechen, ihren Ländern neue Verfassungen zu geben, nicht gehalten. Dafür wurde er später zu vier Wochen Gefängnis verurteilt. Zeugnis der hannoverschen Herrschaft ist die St.-Magnus-Kirche, die inmitten der Revolutionswirren 1848 nach Plänen des aus der Hauptstadt des Königreichs stammenden Konsistorialbaumeisters Friedrich August Ludwig Hellner neu erbaut wurde, nachdem das alte Kirchengebäude wegen Baufälligkeit abgerissen werden musste. Die Landesherren aus Hannover schoben zudem Infrastrukturprojekte in der wenig erschlossenen Region an. So begann um 1847 der Bau einer neuen Chaussee von Esens nach Aurich (heute: Landesstraße 8) sowie 1858 von Esens nach Norden (heute: Teilstrecke der Landesstraße 6).

### Preußen, Kaiserreich (1866–1918)
Der Deutsche Krieg besiegelte 1866 das Ende des Königreichs Hannover. Das Harlingerland wurde erneut preußisch. Diese ließen zunächst die alte Verwaltungsgliederung bestehen. Esens blieb somit ein Amt in der Landdrostei Aurich. Auch die Infrastrukturmaßnahmen setzte die neue Verwaltung fort. 1879 begann der Bau der 77,9 km langen ostfriesischen Küstenbahn von Emden über Norden nach Wittmund, die am 14. Juni 1883 mit den auf dem Gebiet der heutigen Samtgemeinde gelegenen Haltestellen in Fulkum, Holtgast, Esens, Mamburg sowie Stedesdorf eröffnet wurde. Die wirtschaftlichen Boomjahre der Gründerzeit hatten trotz dieser Maßnahmen kaum Einfluss auf die Region. Selbst in Esens siedelten sich keine dauerhaften Industriebetriebe an. Die Stadt blieb ein „Marktort für die Versorgung der umliegenden Marsch- und Geestgebiete sowie der zum Harlingerland gehörenden Inseln Langeoog und Spiekeroog“.
Ab 1884 ordnete Preußen seine Verwaltungsgliederung neu. Die Ämter Esens und Wittmund gingen dabei am 1. April 1885 in dem neu gebildeten Landkreis Wittmund auf. Obwohl Esens das historische Zentrum des Harlingerlandes und der größere Ort war (2283 Einwohner gegenüber 1901 in Wittmund) sowie Stadtrechte besaß, bekam der zentraler gelegene Flecken Witmmund den Kreissitz zugesprochen. „Auf lokaler Ebene angestellte Überlegungen darüber, ob Esens, Wittmund oder gar Wilhelmshaven Sitz der neuen Kreisverwaltung sein sollte, entschied der Oberpräsident [in Hannover] am 22. Mai 1884 kurzerhand mit der Feststellung: Daß der Landrath des Kreises Wittmund seinen Sitz in dem gleichnamigen Orte zu nehmen haben wird, betrachte ich außer Zweifel.“ Auf unterster Verwaltungsebene entstanden die Vorläufer der heutigen Gemeinden.
Im Jahre 1898 begann der Bau der Kleinbahn Leer–Aurich–Wittmund. 1909 wurden die Strecken Esens–Bensersiel und Ogenbagen–Bensersiel angeschlossen. Mit 85 Kilometer Länge entstand so eine der größten Kleinbahnen in Nordwestdeutschland. Ab der Jahrhundertwende begann der Fremdenverkehr, an Bedeutung zu gewinnen. Esens stieg so mit seinen Häfen in Bensersiel und Neuharlingersiel zum Verkehrsknoten für die Versorgung der Inseln Langeoog und Spiekeroog auf.
Zu Beginn des Ersten Weltkrieges meldeten sich auch im Amt Esens viele freiwillig für den Fronteinsatz. In den Folgejahren kommt der Badebetrieb an der Küste und auf den Inseln zum Erliegen. 1915 beschlagnahmte die Marine den zwischen Bensersiel und Langeoog verkehrenden Dampfer Kaiserin Auguste Victoria. Zudem mussten die Gemeinden Edelmetall abgeben. Die St.-Magnus-Kirche verlor so ihr kupfernes Turmdach, mehrere Orgelpfeifen sowie zwei Glocken. Ab 1916 wurden Kriegsgefangene im Amt Esens zur Arbeit in der Landwirtschaft herangezogen.

### Weimarer Republik
Am Ende des Ersten Weltkrieges setzte eine Verschlechterung der Versorgungslage in Deutschland ein. Das preußische Landesgetreideamt rief daher die Landwirte zur Abgabe von Hafer und Hülsenfrüchten auf und drohte bei Zuwiderhandlungen mit Beschlagnahme. Das Ende des Ersten Weltkriegs führte zu einem politischen Erwachen der Unterschicht, auch wenn die Novemberrevolution in Ostfriesland hauptsächlich auf die Städte und auch dort nur auf eine Minderheit der Einwohner beschränkt war. In der ländlichen, eher konservativ ausgerichteten Bevölkerung Ostfrieslands konnten sich die Arbeiter- und Soldatenräte nicht etablieren. Ihnen standen bewaffnete Einwohnerwehren gegenüber, die sich in Esens und den umliegenden Dörfern bildeten. Nach der Wahl zur Weimarer Nationalversammlung lösten sich die Arbeiter- und Soldatenräte nach und nach auf. Nach dem Ersten Weltkrieg waren die Dörfer und die Stadt Esens zunächst eine Hochburg der DDP, die bei der Wahl zur Nationalversammlung 1919 nahezu überall Ergebnisse jenseits der 40-Prozent-Marke erzielte. Lediglich in Werdum ging die SPD mit gut 40 Prozent Stimmenanteil als stärkste Kraft aus dem Wahlgang hervor. Schon bei den Reichstagswahlen von 1924 zeigte sich im Gebiet der heutigen Samtgemeinde ein deutlicher Rechtsruck, in dessen Folge die Nationalsozialistische Freiheitsbewegung, ein Zusammenschluss von DFVP und NSDAP, starke Stimmengewinne verbuchte.
Die Zeit der Weimarer Republik hatte kaum Auswirkungen auf die landwirtschaftlich ausgerichteten, dörflichen Strukturen im Amt Esens wenig. Allerdings ist aus Holtgast überliefert, dass im Verlauf der Weltwirtschaftskrise viele jüngere Dorfbewohner eine neue Existenz im näheren Ausland oder in Nordamerika suchten.
Nach der Weltwirtschaftskrise geriet die Kleinbahn Leer–Aurich–Wittmund mit der zunehmenden Motorisierung zunehmend in wirtschaftliche Schieflage und am 28. April 1930 schließlich Konkurs. Bei der Wahl zum Reichstag im September 1930 konnten die rechten Parteien noch einmal deutlich zulegen. Die NSDAP erzielte dabei Ergebnisse von bis zu 56,8 %. Für die Wahlen von 1932 und 1933 liegen im Bereich Wittmund keine Aufzeichnungen vor.

### Zeit des Nationalsozialismus
Ab 1933 dominierte die NSDAP das Geschehen. Im Zuge der Gleichschaltung organisierten die neuen Machthaber Vereine und Organisationen neu. So lösten sie beispielsweise den Verschönerungsverein in Esens auf und übertrugen dessen Aufgaben staatlichen Stellen. Die Genossenschaftsmolkereien unterstanden fortan dem Reichsnährstand und konnten so nur noch sehr eingeschränkt selbstständig arbeiten. Die Geflügelzuchtvereine der Region waren im Reichsverband Deutscher Kleintierzüchter zusammengefasst. Auch die Medien wurden gleichgeschaltet, was auf nur geringen Widerstand traf. Wichtigstes Organ der NSDAP war die 1932 gegründete Ostfriesische Tageszeitung (OTZ), die zum regionalen Leitmedium wurde. Dort erschien 1933 auch ein Artikel, in dem Anzeiger für Harlingerland vorgeworfen wurde, dass er sich nicht an den Boykott gehalten habe, keine Anzeigen jüdischer Geschäftsleute zu veröffentlichen. Dies dementierte der Anzeiger umgehend. Unter den Nationalsozialisten begann 1935 der Ausbau des Bensersieler Hafens und in Esens der Bau einer Siedlung, die ab 1937 bezugsfertig war. Durch Maßnahmen wie diese sank die Arbeitslosenzahl in der Folge erheblich.
Die jüdische Bevölkerung konzentrierte sich schon vor 1933 weitgehend auf Esens. Dort sah sie sich in der Zeit des Nationalsozialismus Ausgrenzung und zunehmender Verfolgung ausgesetzt. Bereits unmittelbar nach der so genannten Machtübernahme wurde ihnen über den Anzeiger für Harlingerland mitgeteilt, dass sie von öffentlichen Aufträgen ausgeschlossen waren. Viele Juden verließen in den Folgejahren ihre Heimatstadt und emigrierten. Hatte die Gemeinde 1933 noch 80 Mitglieder, waren es 1939 nur noch 30. Die letzte Beerdigung auf dem jüdischen Friedhof fand am 31. März 1938 statt. Am 10. November zerstörten Esenser SA-Männer die örtliche Synagoge im Zuge der nationalsozialistischen Pogrome in der Nacht vom 9. auf den 10. November 1938. Sie drangen in das Gebäude ein, zerstörten die Inneneinrichtung und setzten das Gebäude in Brand. Die anwesende Feuerwehr beschränkte ihre Tätigkeit anweisungsgemäß auf den Schutz der Nachbarhäuser. Dabei brannte die Synagoge aus und das Gebäude wurde später zu einer Garage umgebaut. In dieser Funktion ist es bis heute erhalten. Andere Häuser von Juden wurden bei den Pogromen aufgebrochen und geplündert. 56 Gemeindeglieder wurden zusammengetrieben und anderntags zusammen mit etwa 200 anderen jüdischen Ostfriesen nach Oldenburg gebracht, von wo aus sie ins Konzentrationslager Sachsenhausen deportiert wurden. Erst nach und nach wurden sie wieder freigelassen. Die Jüdische Gemeinde löste sich nach den Pogromen schnell auf. Im März 1940 wurde Esens für „judenfrei“ erklärt. Von den 139 zwischen 1933 und Frühjahr 1944 ständig oder vorübergehend in Esens lebenden Juden sind mindestens 40 im Holocaust umgekommen. 56 emigrierten ins Ausland, vor allem in die USA, nach Argentinien und Israel.
Während des Zweiten Weltkriegs gab es auf dem Gebiet der Samtgemeinde verschiedene Kriegsgefangenenlager, in denen Angehörige mehrerer Nationalitäten, hauptsächlich Franzosen, Serben und Polen untergebracht waren. Die Insassen wurden zumeist in der Landwirtschaft und in geringerem Umfang auch in Esenser Gewerbebetrieben eingesetzt.
Die Aufrüstung des Dritten Reiches ging auch an der heutigen Samtgemeinde nicht vorbei: Ab 1942 gab es in Sterbur bei Esens ein Ausbildungslager für 2.500 bis 3.000 Marine-Artilleristen. In der Folgezeit nahmen Bomber und Jagdflugzeuge der Alliierten die Region zunehmend unter Beschuss. Am härtesten traf es Esens. Ein amerikanischer Bomberverband überflog die Stadt am 27. September 1943 auf dem Rückweg von Emden. Bei dem folgenden Flächenbombardement kamen 165 Einwohner ums Leben. 57 weitere wurden verwundet. Bis Ende des Krieges steuerten die Bomberverbände Esens noch viermal an. Dabei trafen sie 1943 auch ein Kriegsgefangenenlager am Nobiskruger Weg 1943. Dieses wurde völlig zerstört. Vier Gefangene wurden dabei verwundet. Aber auch die anderen Dörfer griffen die Alliierten an. So etwa Holtgast, wo am 15. Oktober 1944 nach einem Angriff zwei Häuser und eine Scheune sowie eine Reihe von Heu- und Strohschober in Brand gerieten und viele Häuser abgedeckt oder beschädigt wurden. Letztmals griffen die Alliierten die Region am 25. April 1945 an. Dabei schossen sie in Holtgast einen Munitionszug in Brand. Von weiteren Kriegshandlungen blieb das Gebiet der Samtgemeinde verschont, da die Front am 7. Mai 1945, dem Tag der bedingungslosen Kapitulation der Wehrmacht, weiter südlich verlief.

### Von der Nachkriegszeit bis zur Gemeindegebietsreform 1972
Im Mai 1945 rückten zunächst kanadische, später britische Truppen in Esens und die umliegenden Dörfer ein. Die Region nahm nach dem Zweiten Weltkrieg eine große Zahl von Flüchtlingen aus den Ostgebieten des Deutschen Reiches auf. Diese verteilten sich höchst unterschiedlich auf die Dörfer und Esens: Während sie in der Stadt 1950 etwa 24 Prozent der Einwohner stellten, waren es in Neuharlingersiel nur 5,5 Prozent. In den anderen Ansiedlungen lag der Anteil der Vertriebenen zwischen 15 und 24 Prozent. Erst Anfang der 1950er Jahre minderten neue Siedlungen vor allem für Flüchtlinge die Wohnungsknappheit in Esens.
In dieser Zeit begann auch der Ausbau der touristischen Infrastruktur. So entstand in Bensersiel ein mit Holzspundwänden eingefasstes, tideunabhängiges Schwimmbad, das seinerzeit als „Europas größtes Meerwasserschwimmbecken“ galt und in Neuharlingersiel wurde der Hafen ab 1960 ausgebaut.

### Die Gemeindegebietsreform 1972
Die niedersächsische Gebietsreform hatte 1972 große Auswirkungen auf die politische Gliederung des Gebietes der heutigen Samtgemeinde. In der Region bestanden zuvor 17 selbstständige Kommunen, die sich zu sieben größeren Gemeinden vereinigten. So bildete sich die Gemeinde Neuharlingersiel am 1. Juli 1972 durch Zusammenschluss der Gemeinden Altharlingersiel, Neuharlingersiel und Ostbense. Die Einheitsgemeinde Holtgast entstand im Rahmen der Gebietsreform 1972 aus den Gemeinden Holtgast, Utgast, Fulkum und Damsum, die Gemeinde Dunum aus Dunum und Brill. Die Ortschaften Altgaude, Neugaude, Klosterschoo, Wagnersfehn und Westerschoo bilden seither die Gemeinde Moorweg, während die Gemeinden Mamburg, Osteraccum, Stedesdorf und Thunum in der neuen Gemeinde Stedesdorf aufgingen und sich die zuvor selbstständige Kommune Bensersiel mit der Stadt Esens verband. Lediglich Werdum blieb ohne Zuwächse. Am 20. Juli 1972 schlossen sich schließlich die sieben Einheitsgemeinden Dunum, Esens, Holtgast, Moorweg, Neuharlingersiel, Stedesdorf und Werdum zur Samtgemeinde zusammen.

### Entwicklung des Ortsnamens
Erstmals wird der namensgebende Hauptort der Samtgemeinde im Jahre 1310 in einem Vertrag des Harlingerlandes mit der Stadt Bremen als Eselingis genannt. Spätere Schreibweisen waren Ezelynck (1420), Ezense (1424) sowie Ezens (um 1430). Die heutige Schreibweise ist seit 1454 geläufig. Der Name ist vermutlich eine Zusammensetzung des weiblichen Rufnamens Esele mit dem altfriesischen Kollektivsuffix -ingi. Die älteste überlieferte Bezeichnung Eselingis bezeichnet demnach die Gefolgschaft der Esele.

### Einwohnerentwicklung
Der Großteil der Einwohner (59,07 Prozent) war am 31. Dezember 2010 zwischen 18 und 65 Jahren alt. Zweitgrößte Gruppe waren zum Zeitpunkt der Statistikerhebung die über 65-Jährigen mit 23,04 Prozent. Die unter Sechsjährigen stellten 4,95 Prozent und die Sechs- bis Achtzehnjährigen 12,95 Prozent der Einwohner. Der Ausländeranteil lag bei 2,70 Prozent.
| Jahr | Einwohnerzahl |
| ---- | ------------- |
| 1972 | 13.575        |
| 1975 | 13.553        |
| 1980 | 13.299        |
| 1985 | 13.102        |
| 1990 | 13.142        |
| 1995 | 13.575        |
| 2000 | 13.974        |
| 2005 | 13.983        |
| 2010 | 14.294        |
| 2015 | 14.264        |
| 2020 | 14.478        |

## Politik

### Gemeinderat
Der Samtgemeinderat der Samtgemeinde Esens besteht aus 30 Ratsfrauen und Ratsherren. Dies ist die festgelegte Anzahl für eine Samtgemeinde mit einer Einwohnerzahl zwischen 12.001 bis 15.000 Einwohnern. Die 30 Ratsmitglieder werden durch eine Kommunalwahl für jeweils fünf Jahre gewählt. Die aktuelle Amtszeit begann am 1. November 2016 und endet am 31. Oktober 2021.
Stimmberechtigt im Rat der Samtgemeinde ist außerdem der hauptamtliche Samtgemeindebürgermeister Harald Hinrichs.
Die letzte Kommunalwahl vom 12. September 2021 ergab das folgende Ergebnis:
| Partei                                           | Anteilige Stimmen | Anzahl Sitze |
| ------------------------------------------------ | ----------------- | ------------ |
| SPD                                              | 44,15 %           | 13           |
| CDU                                              | 29,10 %           | 9            |
| Bündnis 90/Die Grünen                            | 10,23 %           | 3            |
| EsenserBürgerInitiative (EBI)                    | 7,87 %            | 2            |
| „Neue Liste“ Wählergemeinschaft für die SG Esens | 5,65 %            | 2            |
| FDP                                              | 3,00 %            | 1            |

Die Wahlbeteiligung bei der Kommunalwahl 2021 lag mit 63,1 % über dem niedersächsischen Durchschnitt von 57,1 %. Zum Vergleich – bei der vorherigen Kommunalwahl vom 11. September 2016 lag die Wahlbeteiligung bei 62,3 %.

### Bürgermeister
Hauptamtlicher Bürgermeister der Samtgemeinde Esens ist Harald Hinrichs. Der parteilose Kandidat wurde bei den Bürgermeisterwahlen am 25. Mai 2014 erstmals gewählt und trat sein Amt zum 1. November 2014 an und löste den seit 2001 amtierenden Bürgermeister Jürgen Buß ab, der nicht noch mal kandidierte. 2014 erhielt er 64,76 % der Stimmen. Die Wahlbeteiligung lag bei 54,04 %. Zur Kommunalwahl 2021 trat er ohne Gegenkandidaten an und wurde mit 81,91 Prozent der abgegebenen Stimmen wiedergewählt. Die Wahlbeteiligung lag bei 63,15 %.

### Vertreter in Land- und Bundestag
Die Samtgemeinde gehört zum Landtagswahlkreis 87 Wittmund/Inseln, der den gesamten Landkreis Wittmund sowie im Landkreis Aurich die Städte Norderney und Wiesmoor, die Gemeinde Dornum und die Inselgemeinden Juist und Baltrum umfasst. Bei der letzten Landtagswahl in Niedersachsen vom 9. Oktober 2022 wurde das Direktmandat von Karin Emken (SPD) gewonnen. Sie erhielt 38,5 % der Stimmen. Emken löst damit den vorherigen Landtagsabgeordneten Jochen Beekhuis (parteilos, zuvor SPD) ab, der seit seinem Ausschluss aus der SPD-Fraktion am 22. Oktober 2019 dem Landtag als fraktionsloser Abgeordneter angehörte.
Die Samtgemeinde gehört zum Bundestagswahlkreis Friesland – Wilhelmshaven – Wittmund. Er umfasst die Stadt Wilhelmshaven sowie die Landkreise Friesland und Wittmund. Bei der Bundestagswahl 2025 gewann die Sozialdemokratin Siemtje Möller das Direktmandat zum dritten Mal in Folge. Über Listenplätze ihrer Parteien zogen Anne Janssen (CDU) und Martin Sichert (AfD) aus dem Wahlkreis in den Bundestag ein.

### Wappen, Farben und Dienstsiegel

Die Flagge der Samtgemeinde

Blasonierung: Geteilt; oben in Gold wachsend ein golden bewehrter und rot gezungter schwarzer Bär mit goldenem Halsband, unten in Blau ein siebenspeichiges goldenes Steuerrad, beseitet von je einer goldenen Weizenähre.
Der Bär ist das Wappentier der Häuptlingsfamilie Attena, die im 15. Jahrhundert über Esens, Stedesdorf und Wittmund herrschte. Er ist auch Teil des Wappens von Esens und Stedesdorf. Das Steuerrad symbolisiert den Fischfang. Die sieben Speichen stehen für die sieben Gemeinden. Die Ähren weisen auf die Bedeutung der Landwirtschaft hin.
Die Farben der Samtgemeinde sind blau und gelb. Sie stehen für die Zugehörigkeit der Samtgemeinde zum Harlingerland. Das Dienstsiegel enthält das Wappen sowie die Umschrift Samtgemeinde Esens (Landkreis Wittmund).

## Religion
Die Einwohner der Samtgemeinde sind mehrheitlich (57 Prozent) evangelisch-lutherisch. Sie gehören dem Kirchenkreis Harlingerland innerhalb des Sprengels Ostfriesland-Ems der Hannoverschen Landeskirche an. Der Kirchenkreis Harlingerland hat seinen Sitz in Esens. Er ist die Region mit der höchsten prozentualen Dichte an lutherischen Christen an der Gesamtbevölkerung Deutschlands. 13 Prozent der Einwohner sind römisch-katholisch. Die restlichen 30 Prozent gehören anderen Glaubensrichtungen an oder sind konfessionell ungebunden.

## Kultur und Sehenswürdigkeiten

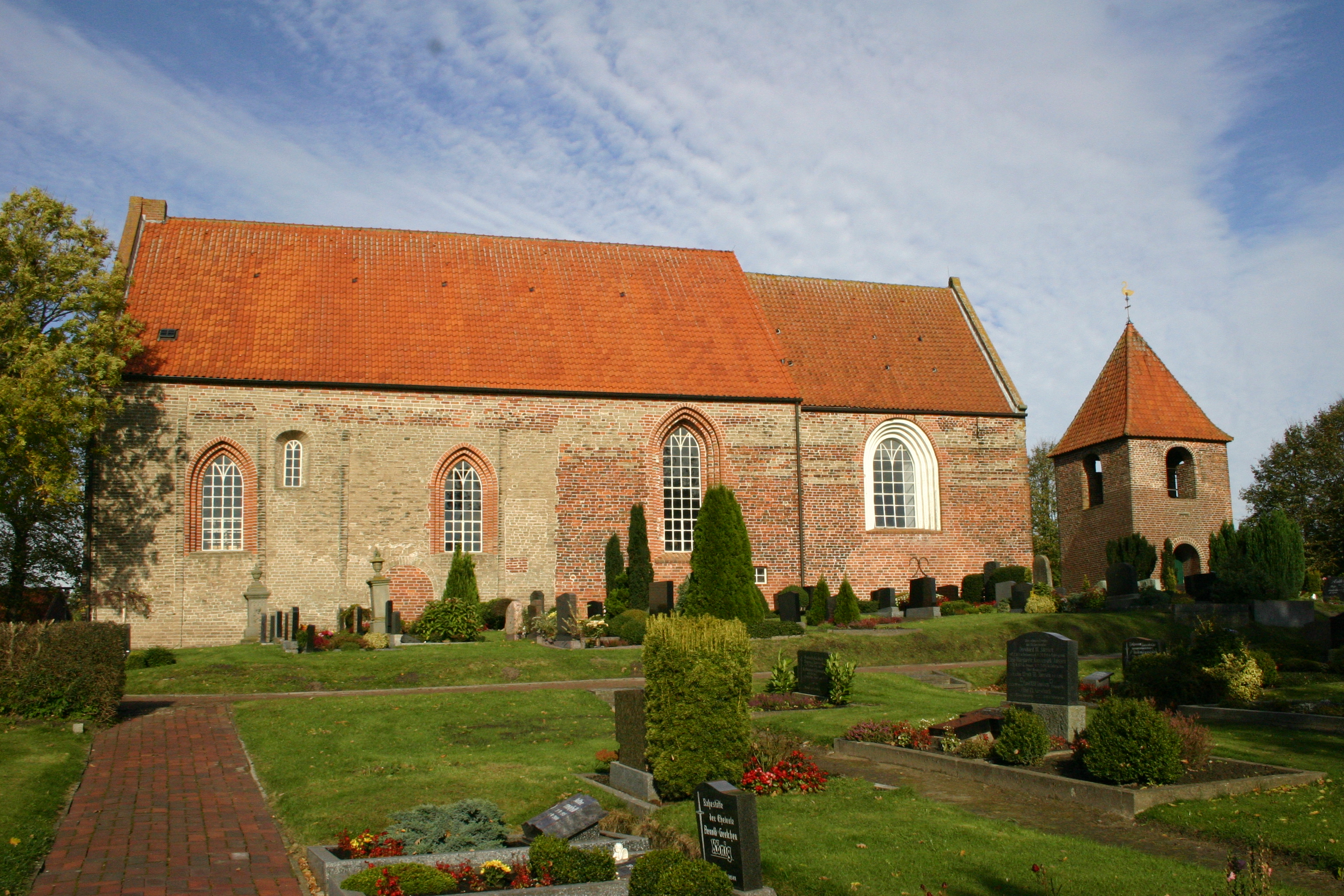
St.-Aegidien-Kirche in Stedesdorf (vor 1150)

### Kirchen

#### Romanik/Gotik
- Die St.-Aegidien-Kirche in Stedesdorf ist die älteste erhaltene Kirche Ostfrieslands. Sie wurde in der ersten Hälfte des 12. Jahrhunderts aus Tuffstein errichtet, der insbesondere im Westteil erhalten ist. Die ursprüngliche Anlage mit quadratischem Chor und halbrunder Ostapsis ist für Ostfriesland einzigartig.[54] Um 1350 wurde der heutige eingerückte Chor angebaut, nachdem man den Ostteil der Kirche verlängert hatte. Das Südportal und die romanischen Fenster sind mit einem ansonsten seltenen Sichelbogen verziert.[55] Auf den Anfang des 13. Jahrhunderts geht der Taufstein aus Baumberger Sandstein zurück. Das große Kruzifix und die Pietà stammen aus dem 13. Jahrhundert, zwei Holzplastiken wurden um 1600 geschaffen und der evangelische Flügelaltar im Stil der Renaissance datiert von 1613. Valentin Ulrich Grotian baute 1696 die Orgel mit neun Registern unter Verwendung älteren Materials. Das Gehäuse gestaltete Arnold Rohlfs im Jahr 1848. Vom barocken Pfeifenbestand ist noch die Hälfte erhalten, der Rest originalgetreu rekonstruiert.[56] Der frei stehende Glockenturm des geschlossenen Typs im Südosten wurde 1695 errichtet.
- Die Dunumer Kirche stammt ebenfalls aus romanischer Zeit. Sie wurde zu Beginn des 13. Jahrhunderts aus Backstein gebaut. Der hölzerne Altar aus dem Jahr 1860 ersetzte einen älteren von 1645, dessen Kreuz erhalten blieb. Noch aus vorreformatorischer Zeit stammen das Weihwasserbecken aus Granit, zwei Sandsteinplatten der Mensa, die Piscina, die Sakramentsnische und das heute zugemauerte Hagioskop. Wertvollstes Inventarstück ist das zylindrische Taufbecken aus Namurer Blaustein, das um 1200 in Wallonien hergestellt und von dort importiert wurde.[57] Vier Halbfiguren in der Wandung werden in einer Gebetshaltung dargestellt. Aus dem Ende des 12. Jahrhunderts blieben zwei trapezförmige Grabplatten erhalten. Hinrich Just Müller baute in den Jahren 1750 bis 1765 die Orgel mit neun Register, deren Pfeifenbestand weitgehend original ist. Im frei stehenden Glockenturm aus der Erbauungszeit der Kirche hängen drei Glocken, deren älteste im Jahr 1501 gegossen wurde.[58]
- Die St.-Nicolai-Kirche in Werdum aus dem Jahr 1327 ist vom Übergangsstil der Romano-Gotik geprägt. Ein spitzbogiger Triumphbogen gewährt den Blick auf den 1476 angebauten gewölbten Chor. Der rechteckige Einraumsaal erhielt 1869 seine Fenster im Rundbogenstil. Die Kanzel datiert von 1670, ein Kronleuchter von 1692, der Altar aus der zweiten Hälfte des 18. Jahrhunderts und die Orgel von 1898. In den Jahren 1756 bis 1763 wurde der Westturm mit Pyramidendach und offener Laterne angebaut.[59]

#### 19. Jahrhundert

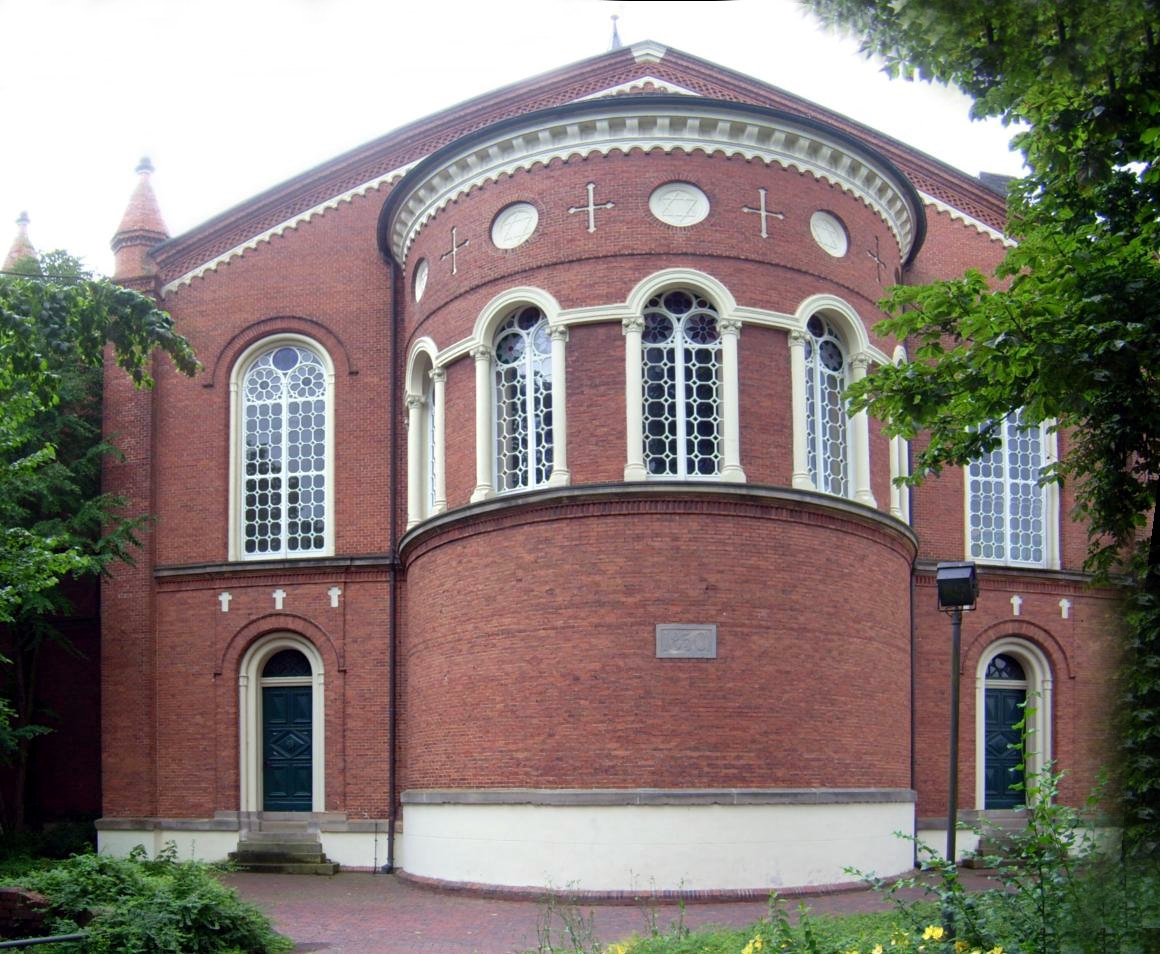
St.-Magnus-Kirche in Esens (1848)

- Die St.-Magnus-Kirche in Esens wurde 1848 nach Plänen von Friedrich August Ludwig Hellner aus Hannover errichtete. Sie entstand anstelle einer großen dreischiffigen Backsteinbasilika des 15. Jahrhunderts, die kurz zuvor wegen Baufälligkeit abgebrochen werden musste. Der Westturm wurde bereits 1844 gebaut. Der jetzige Bau präsentiert sich äußerlich als Backsteinbau im Stil des Romantischen Historismus im Rundbogenstil und vereint verschiedene Stilelemente zu einem einheitlichen Ganzen. Der Innenraum ist als neugotische Hallenkirche gestaltet. Die Kreuzgewölbe ruhen auf schlanken Bündelpfeilern aus Gusseisen, die auch die umlaufenden Emporen tragen. Die eingerückte halbrunde Apsis ist an ein östliches Querhaus angebaut und vereint romanische und gotische Elemente.[60] Verschiedene Einrichtungsgegenstände wurden aus dem Vorgängerbau übernommen. Hinrich Klinghe schuf das Bronzetaufbecken im Jahr 1474, das seit etwa 1600 von vier weiblichen Sphinxen getragen wird. Der Altar ist aus zwei Elementen zusammengesetzt: Die Predella von Jacob Cröpelin zeigt die Abendmahlsszene, während als Altaraufsatz ein großes Kruzifix angebracht ist, das von durchbrochenen Ranken aus Weinlaub umgeben ist und von 1714 datiert. Auf Cröpelin gehen auch die Kniebänke vor dem Altar und die reich geschnitzte, sechseckige Kanzel mit Schalldecke aus dem Jahr 1674 zurück. Ein spätgotischer Sarkophag aus Sandstein stellt den 1473 gestorbenen Häuptling Sibet Attena in seiner Ritterrüstung dar. Ein nachgebildetes Grabdenkmal für die 1586 gestorbene Walburgis von Rietberg ruht auf sechs erhaltenen Karyatiden. Zwischen 1848 und 1850 baute Arnold Rohlfs die Orgel, die über 30 Register auf zwei Manualen und Pedal verfügt. Das Instrument ist sein größtes Werk und weitgehend erhalten.[61]
- Die St.-Marien-Kirche in Thunum aus dem Jahr 1842. Hier wurden aus dem Vorgängerbau die Grabplatte des 1394 gestorbenen Häuptlings Edo Reentzen übernommen. Abgesehen von zwei Ölgemälden aus dem 17. und zwei Epitaphien aus dem späten 18. Jahrhundert stammt die Innenausstattung weitgehend aus der Erbauungszeit der Kirche.[62] Arnold Rohlfs schuf im Jahr 1855 die kleine Orgel mit sechs Registern und Messerrückenpedal.
- Die Maria-Magdalena-Kirche in Fulkum von 1862 steht anstelle gemauerter Vorgängerkirchen seit dem 13., hölzerner seit dem 12. Jahrhundert. Sie verfügt hat eine eingezogene halbrunde Apsis. Ältestes Einrichtungsstück ist ein granitenes Taufbecken aus dem 12. Jahrhundert; der hölzerne Deckel wurde 1636 ergänzt. Die von Rohlfs in den Jahren 1860 bis 1866 gebaute Orgel ist vollständig erhalten.

### Sprache

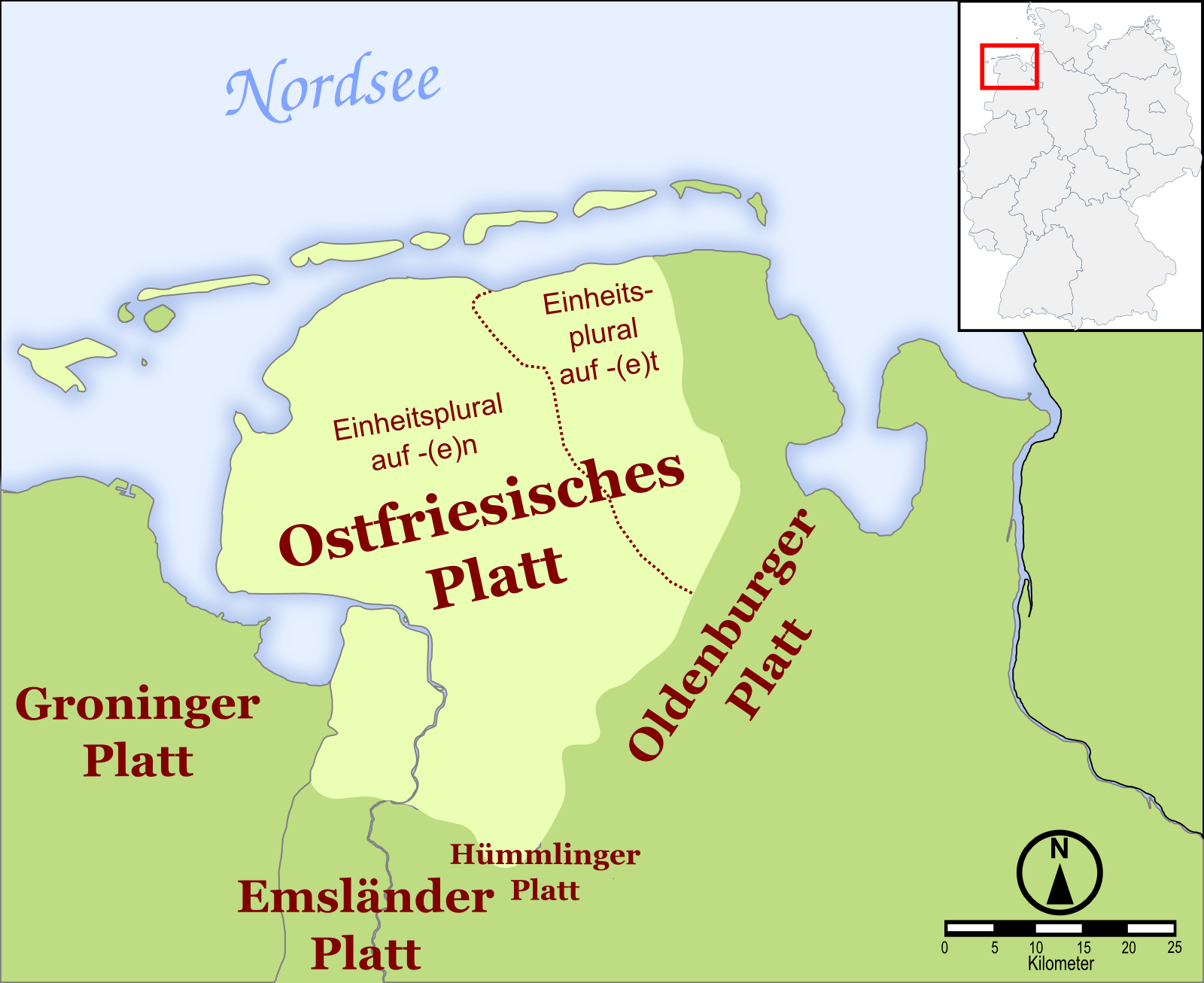
Verbreitungsgebiet des Ostfriesischen Platt und seines Dialekts Harlinger Platt

In der Samtgemeinde wird neben Hochdeutsch auch Ostfriesisches Platt gesprochen. Im östlichen Teil Ostfrieslands, zu dem auch Esens gehört, ist der lokale Dialekt das Harlinger Platt. Er unterscheidet sich nicht nur in einzelnen Wörtern, sondern auch durch bestimmte grammatikalische Eigenheiten vom übrigen Ostfriesischen Platt. So wird im Esenser Raum wie im Großteil Norddeutschlands „ges(ch)nackt“, wenn von „reden/sprechen“ die Rede ist, während im westlichen Teil Ostfrieslands das entsprechende Verb „proten“ lautet, was auf den Einfluss des westlichen Nachbarn Niederlande zurückzuführen ist (vergleiche niederländisch „praten“). Zudem wird im Harlingerland der Einheitsplural auf (e)t gebildet und nicht auf (e)n wie im westlichen Ostfriesland. „Wir sprechen“ heißt in Esens „Wi s(ch)nackt“, während näher zur Ems „Wi proten“ gesagt wird.
Der Landkreis Wittmund fördert den Gebrauch der plattdeutschen Sprache, der auch in den Schulen unterstützt wird.

### Sport
Der gesamte Landkreis Wittmund liegt mit einem Anteil der in Vereinen organisierten Sportler an der Gesamtbevölkerung von 51,75 Prozent innerhalb Niedersachsens an der Spitze der Kreise und Städte. Bei den Sportarten liegen die Boßler und Klootschießer kreisweit deutlich vor den Fußballern (10.161 gegenüber 5.249).

## Wirtschaft und Infrastruktur
Separate Arbeitsmarktdaten für die Samtgemeinde werden nicht erhoben. Das vorliegende Gebiet gehört zum Geschäftsbereich Wittmund innerhalb des Bezirks Emden der Bundesagentur für Arbeit. Im Jahresdurchschnitt 2010 betrug die Arbeitslosenquote im Geschäftsbereich Wittmund 8,0 Prozent nach 8,2 Prozent im Vorjahr. Die Quote lag damit 0,5 Prozentpunkte über dem niedersächsischen Durchschnitt. Bei den unter 25-Jährigen betrug die Arbeitslosenquote 6,7, bei den unter 20-Jährigen nur 2,8 %, während Arbeitnehmer über 50 Jahre mit 8,5 % überdurchschnittlich betroffen waren. Ebenfalls überdurchschnittlich von Arbeitslosigkeit betroffen waren Ausländer (12,9 %). Die Schwankungen innerhalb eines Jahres sind allerdings aufgrund der Bedeutung des Tourismus, aber auch landwirtschaftlicher und Baubetriebe, recht hoch. Die Arbeitslosenquote liegt im Sommer klar unter und im Winter klar über dem Durchschnitt.
Infolge der verkehrsfernen Küstenlage ist die Samtgemeinde bis heute ein schwach strukturierter und industriearmer Raum. Das führt dazu, dass die Region ein negatives Pendlersaldo aufweist. 1933 Einpendlern standen im Jahre 2008 2828 Auspendler gegenüber, was ein negatives Pendlersaldo von 895 ergibt. Dabei zeigen sich innerhalb der Samtgemeinde jedoch erhebliche Unterschiede: Während die Stadt Esens mit Bensersiel ebenso einen Pendlerüberschuss verzeichnet (plus 193) wie die Gemeinde Neuharlingersiel (plus 233), liegen die Werte für die fünf anderen Mitgliedsgemeinden allesamt im dreistelligen Minusbereich.

### Land- und Forstwirtschaft, Fischerei

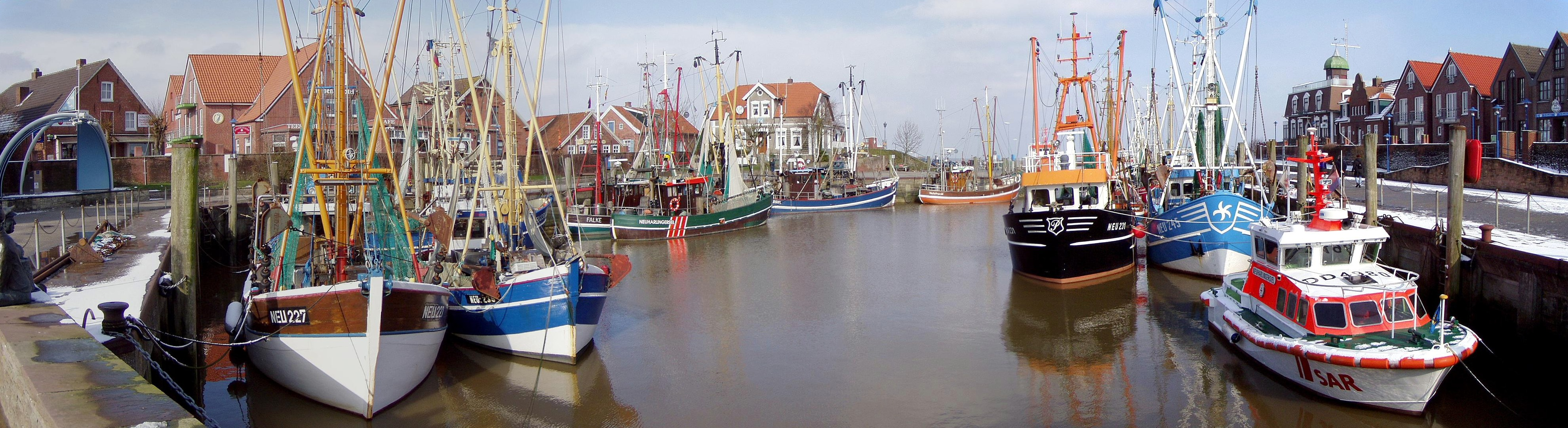
Fischereihafen Neuharlingersiel

Mit 80,5 Prozent Anteil spielt die Landwirtschaft bei der Flächennutzung eine überragende Rolle. In den nördlicheren, jüngeren Marschgebieten der Stadt wird vorzugsweise Ackerbau betrieben, da die Böden dort eine hohe Bodenwertzahl aufweisen. Typischerweise wird Getreide angebaut. Auf den schwereren Marschböden und in den Geestgegenden im Süden des Stadtgebietes wird hingegen der Grünlandwirtschaft, also der Milchwirtschaft, der Vorzug gegeben. Dort werden auch Futterpflanzen für die Tiere angebaut. Bessere Düngemöglichkeiten haben den Unterschied der Bodenerträge inzwischen etwas abgemildert. Bei der Viehhaltung sind Kühe klar vorherrschend. Dabei handelt es sich fast ausnahmslos um Milchviehhaltung, weniger um Masthaltung zur Erzeugung von Fleisch.
Die Landwirtschaft verliert in puncto Beschäftigung jedoch immer mehr an Bedeutung. So gab es 1991 noch 468 land- und forstwirtschaftliche Betriebe auf dem Gebiet der Samtgemeinde Esens, 2001 noch 300 und 2007 nur noch 230 Betriebe. Dagegen stieg die durchschnittliche Betriebsgröße an. Die Anzahl der Unternehmen, die über mehr als 50 Hektar land- und forstwirtschaftlich genutzter Fläche verfügten, stieg von 72 im Jahr 1991 bis auf 101 im Jahr 2007 an. 26 Betriebe bewirtschafteten eine Fläche mehr als 100 Hektar. Dazu kommen einige Gartenbau- und Veredelungsbetriebe, die weniger landwirtschaftliche Fläche je Betrieb bewirtschaften. Insgesamt sind in der Samtgemeinde „kaum mehr als 300 Personen nebst mithelfenden Familienangehörigen“ in der Landwirtschaft tätig.
Bensersiel und Neuharlingersiel sind Fischereihäfen mit jeweils kleineren Kutterflotten. Während von Bensersiel aus lediglich Küstenfischerei, vor allem auf Krabben, betrieben wird, gibt es in Neuharlingersiel auch Boote für die Hochseefischerei in der Nordsee. Dementsprechend verfügen die Orte über Kennzeichen von Fischereifahrzeugen der Küstenfischerei bzw. der Küsten- und auch Hochseefischerei.

### Tourismus
Bensersiel und Neuharlingersiel sind nicht allein die Fährhäfen nach Langeoog und Spiekeroog, sondern selbst als Küstenbadeorte auch Anziehungspunkte für Gäste. Beide sind für den Großteil der Gäste- und Übernachtungszahlen im Samtgemeindegebiet verantwortlich. Im Jahr 2012 wurden in Esens-Bensersiel 135.300 Gäste gezählt, die Übernachtungszahlen betrugen rund 834.500. Die durchschnittliche Aufenthaltsdauer lag bei 6,2 Tagen. In Neuharlingersiel wurden 106.800 Gäste und 772.600 Übernachtungen registriert. Die durchschnittliche Aufenthaltsdauer lag hier bei 7,2 Tagen. In beiden Fällen entspricht die Aufenthaltsdauer der üblichen Bandbreite in den ostfriesischen Küstenorten.
Im historischen Vergleich wird der Anstieg des Tourismus in den vergangenen Jahrzehnten sehr deutlich. Im Jahr 1960 zählte Esens-Bensersiel 1800 Gäste und 3400 Übernachtungen, 1965 4900 Gäste und 7800 Übernachtungen. Im Jahr 1981 wurden in Esens-Bensersiel 80.900 Gäste mit 660.300 Übernachtungen gezählt. Vier Jahre später waren es 82.600 Gäste mit 671.400 Übernachtungen, 1990 84.800 Gäste mit 777.400 Übernachtungen. In Neuharlingersiel wurden 1981 62.200 Gäste und 774.000 Übernachtungen gezählt, vier Jahre später 69.300 Gäste mit 859.000 Übernachtungen und 1990 schließlich 81.400 Gäste mit 871.600 Übernachtungen. Deutlich wird aus diesem Vergleich auch, dass die Zahl der Übernachtungen in den vergangenen 30 Jahren nicht so deutlich gestiegen ist wie die Zahl der Gäste, was den Trend zu kürzeren Aufenthalten widerspiegelt.
Neben Hotels und Pensionen sowie Ferienhäusern und -wohnungen in der Kernstadt, in Bensersiel und Neuharlingersiel gibt es auch in den anderen Ortsteilen Übernachtungsmöglichkeiten. Unter anderem ist bei Landwirten Urlaub auf dem Bauernhof möglich.
Der Einkaufsort Esens (Kernstadt) versorgt im Wesentlichen das umliegende Samtgemeindegebiet. Als Einkaufsstadt befindet sich Esens im Wettbewerb mit den umliegenden Städten Wittmund, Norden und insbesondere Aurich, das die zweithöchste Einzelhandelszentralität unter den ostfriesischen Städten nach Leer aufweist.

### Verkehr

Verkehrsachsen in Ostfriesland: Esens liegt in puncto Straßenverkehr abseits der Hauptverkehrswege, besitzt jedoch einen Eisenbahnanschluss nach Oldenburg. Die Samtgemeinde verfügt zudem über zwei Fährhäfen nach Langeoog und Spiekeroog.

Die Samtgemeinde liegt an der zentralen Nordküste Ostfrieslands und damit in puncto Straßenverkehr abseits der Hauptverkehrswege wie Autobahnen und Bundesstraßen. Die Verbindung zum überregionalen Verkehrsnetz und zu den Nachbargemeinden wird durch vier Landesstraßen sichergestellt. Parallel zur Küste verläuft die L 5 von Norddeich über Dornumergrode nach Bensersiel und in den Kernort, wo sie auf die L 6 trifft. Diese führt von Norden über Hage und Westerholt in den Hauptort Esens und von dort weiter über Neuharlingersiel in den Stadtteil Carolinensiel der Kreisstadt Wittmund. Die L 8 beginnt im Hauptort Esens und führt durch Dunum zur Bundesstraße 210 (Emden–Aurich–Wittmund–Jever–Wilhelmshaven) im Auricher Stadtteil Ogenbargen. Die L 10 schließlich stellt die kürzeste Verbindung vom Hauptort Esens über Stedesdorf in die Kreisstadt Wittmund dar, wo über die Bundesstraße 461 ebenfalls ein Anschluss an die B 210 besteht. Die nächstgelegene Autobahnauffahrt ist das Wilhelmshavener Kreuz an der A 29 und liegt vom Kernort etwa 38 Straßenkilometer entfernt.
Der Kernort Esens liegt an der Ostfriesischen Küstenbahn von Wilhelmshaven über Sande nach Esens (KBS 393), die früher noch weiter über Dornum (ab hier noch Museumsbetrieb) nach Norden führte. Die Strecke wird werktäglich von zirka 6 bis 21 Uhr im Stundentakt durch die Züge der zur Veolia Verkehr gehörenden NordWestBahn bedient. Die Fahrt zum Oldenburger Hauptbahnhof ist mit einem Umstieg in Sande verbunden. Eine Reaktivierung des Streckenabschnitts zwischen Esens und Norden wird von Anrainerkommunen gefordert. Der Esenser Bahnhof ist mittlerweile wenige Hundert Meter verlegt worden: Befand er sich früher westlich der Landesstraße Esens–Aurich, so liegt er nun unmittelbar östlich davon. Dadurch entfallen für Autofahrer Wartezeiten an den Schranken, die bis zur Verlegung zweimal stündlich anfielen.
Neben der Eisenbahn trägt der Busverkehr die Hauptlast des ÖPNV. Busverbindungen bestehen mit der Deutsche-Bahn-Tochter Weser-Ems-Bus. Zwischen dem Fähranleger Harlesiel und dem Bahnhof in Norden verkehrt ein Bus, der die gesamten Fähr- und Sielorte der Küste miteinander verbindet.
Die Samtgemeinde ist im Inselverkehr der Ausgangspunkt für die Fähren nach Langeoog und Spiekeroog. Die inseleigene Reederei Schiffahrt der Inselgemeinde Langeoog fährt mit ihren Schiffen täglich zwischen Bensersiel und der Insel. Für Spiekeroog ist Neuharlingersiel der Fährhafen. Der Fährverkehr nach Spiekeroog wird betrieben von der ebenfalls inseleigenen Nordseebad Spiekeroog GmbH.

### Öffentliche Einrichtungen

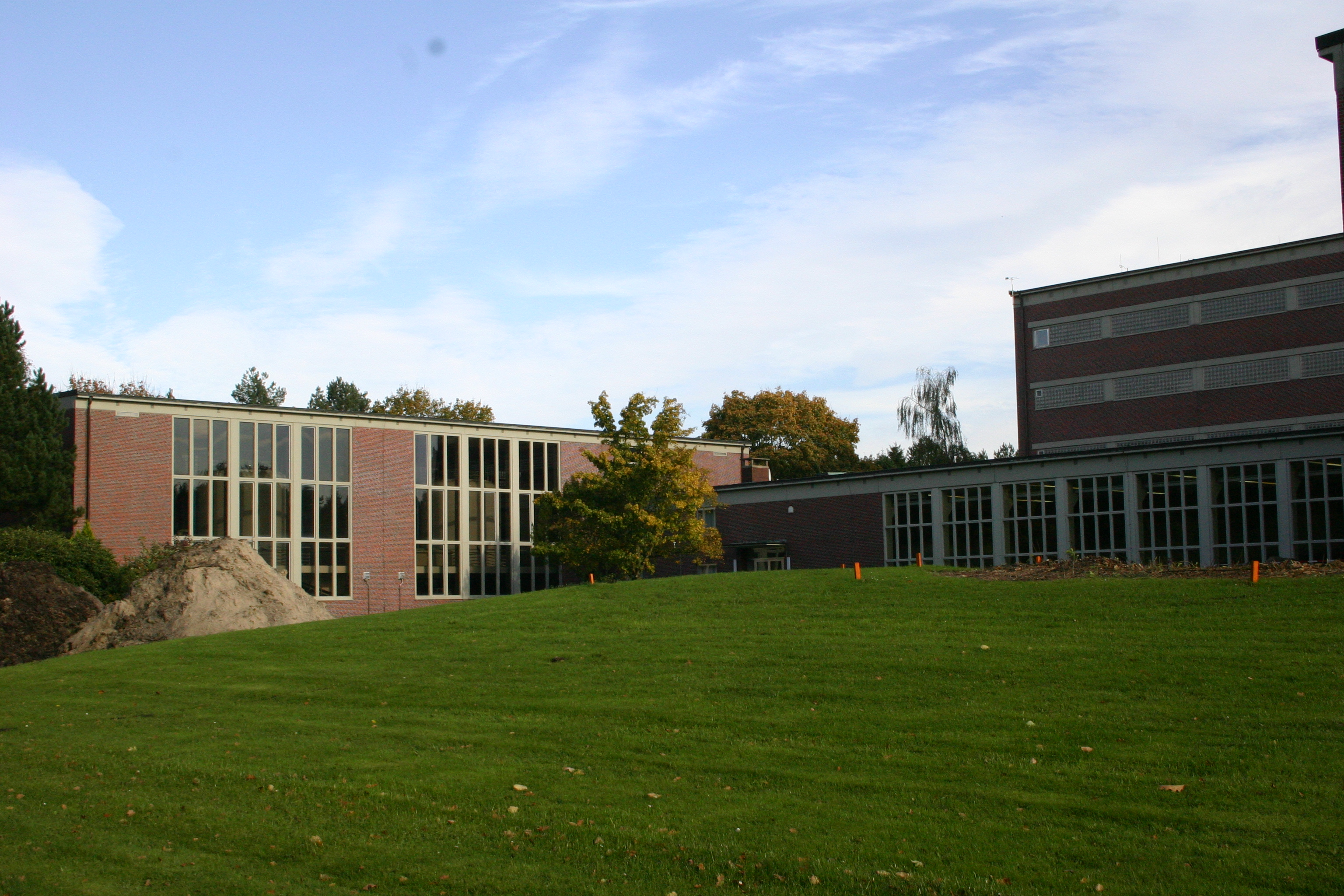
Wasserwerk Harlingerland

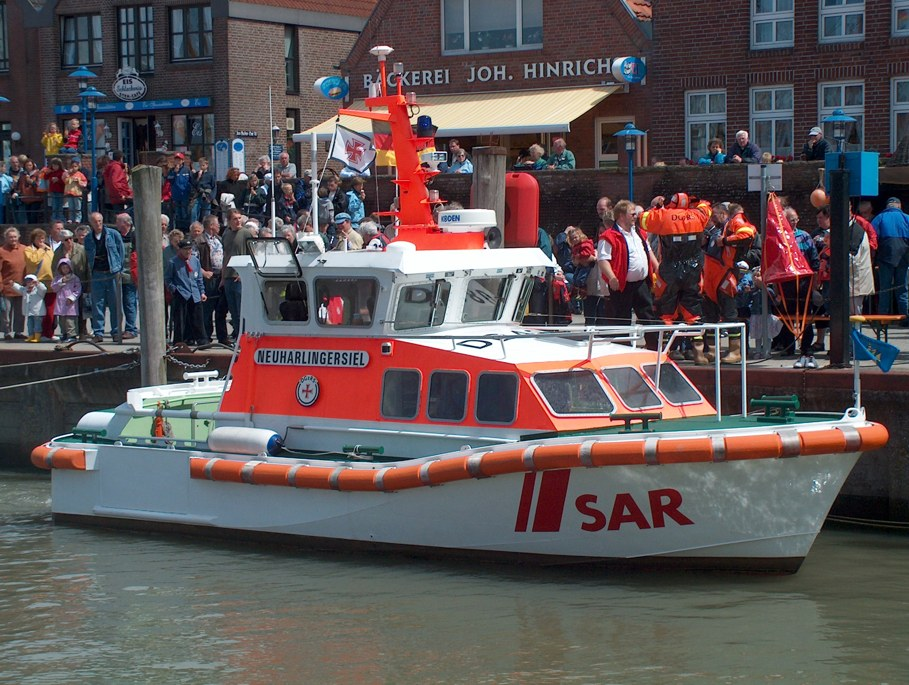
Seenotrettungsboot Neuharlingersiel

Zu den öffentlichen Einrichtungen zählen die Samtgemeindeverwaltung samt ihren nachgeordneten Betrieben, wie dem Bauamt. Untergebracht sind diese im Hauptort Esens. Der hauptamtliche Bürgermeister der Samtgemeinde fungiert zugleich als Gemeindedirektor der Mitgliedsgemeinden bzw. als Stadtdirektor von Esens. Die Verwaltungsgeschäfte der Mitgliedsgemeinden werden von der Samtgemeindeverwaltung mit übernommen.
In Esens befindet sich eine Polizeistation, die werktags von 7 bis 22 Uhr besetzt ist. Außerhalb dieser Zeiten wird das Samtgemeindegebiet vom Kommissariat in Wittmund aus betreut.
In der Gemeinde Moorweg befindet sich das Wasserwerk Harlingerland des OOWV. Das 1970 entstandene Werk versorgt den nördlichen Kreis Wittmund sowie die Gemeinde Dornum mit Trinkwasser.
Die Deutsche Gesellschaft zur Rettung Schiffbrüchiger unterhält im Hafen von Neuharlingersiel das gleichnamige Seenotrettungsboot der 9,5-Meter-Klasse für den Einsatz vor der Küste der Samtgemeinde.
Esens ist der Sitz der Deichacht Esens-Harlingerland. Die Deichacht, eine Körperschaft des öffentlichen Rechts, ist zuständig für die Deichsicherheit auf einer Strecke von rund 28 Kilometern von der Gemeinde Dornum bis zur Kreisgrenze mit dem Landkreis Friesland.

### Medien
Führende Tageszeitung in der Samtgemeinde ist der Anzeiger für Harlingerland. Daneben gibt es eine Regionalausgabe der einzigen ostfrieslandweit erscheinenden Tageszeitung Ostfriesen-Zeitung für den Landkreis Wittmund. Aus dem vorliegenden Gebiet berichtet zudem der Bürgerrundfunksender Radio Ostfriesland, der in Wilhelmshaven beheimatete Sender Radio Jade kann ebenfalls empfangen werden. In Esens ist zudem das NDR-Korrespondentenbüro Ostfriesland ansässig. Es ist zuständig für die Landkreise Leer, Aurich und Wittmund und die kreisfreie Stadt Emden.

## Persönlichkeiten
- Franz August Mammen (1813–1888), deutscher Unternehmer und liberaler Politiker (DFP)
- Gerdes Eilts (* 6. Mai 1894 in Stedesdorf; † 4. Februar 1945 im KZ Neuengamme), Politiker (KPD)
- Balthasar von Esens († 1540), Freiheitskämpfer und Seeräuber
- David Fabricius (1564–1617), Theologe, bedeutender Amateurastronom und Kartograf
- Johann Hülsemann (1602–1661), lutherischer Theologe
- Philipp Heinrich Erlebach (1657–1714), Komponist
- Christian Eberhard (1665–1708), Fürst von Ostfriesland aus dem Haus der Cirksena
- Enno Rudolph Brenneysen (1669–1734), Jurist und Kanzler von Ostfriesland
- Philipp Ludwig Statius Müller (1725–1776), Theologe, Zoologe und Professor in Erlangen
- Johann Gottfried Rohlfs (1759–1847), Orgelbauer
- Gerhard Moritz Roentgen (1795–1852), niederländischer Seeoffizier, Maschinenbauingenieur und Schiffbauer
- Arnold Rohlfs (1808–1882), Orgelbauer
- Gerd Sieben Janssen (1802–1899), Orgelbauer
- Theodore Thomas (1835–1905), Komponist, Gründer des Chicago Symphony Orchestra
- Ernst Christian Carl Kruse (1837–1900), Arzt und Politiker
- Hinrich Fokken-Esens (1889–1976), Maler
- Johann Gerhard Behrens (1889–1979), evangelisch-lutherischer Pastor und Astronom
- Remmer Janssen (1850–1931), der bekannte Strackholter Pastor und ostfriesische Erweckungsprediger, wurde in Werdumer Altendeich geboren.
- Timo Schultz (* 1977), deutscher Fußballspieler
- Gerhard Tappen (1866–1953), General der Artillerie
- Ursula van Beckum (vor 1520–1544), friesische Märtyrerin